# Andreas Trauttner
Andreas Trauttner (* 12. Mai 1702 in Heusenstamm bei Offenbach, Deutschland; † 20. Februar 1782 in Rüdesheim) war ein deutscher Landmesser und Kartenzeichner.

## Leben
Trauttner wurde als Sohn des Johann Gottfried Trauttner, von Beruf Schulmeister und dessen Ehefrau Maria in Heusenstamm geboren. Dort verbrachte er auch seine Kindheit. 1724 zog er nach Eltville am Rhein. Trauttners erste Ehefrauen und Kinder starben. Mit seiner dritten Frau Margarete, die er 1735 in Eltville heiratete, zog er 1739 als amtlich bestellter Geometer und Landmesser des kurmainzischen Rheingaus nach Rüdesheim. Dort lebte und wirkte er bis zu seinem Tod im Jahre 1782.
Der Kurmainzer Trauttner schuf im Laufe seines Lebens rund 80 Karten.
Bekannt ist er durch seine Landkarten des Klosters Eberbach (1753) und die des Binger Waldes 1773 (TOTH 2010).